# Roelie Woudwijk
Roelie Woudwijk (Drachten, 1979) is een Nederlandse beeldhouwster.

## Leven en werk
Woudwijk is een dochter van beeldhouwer Anne Woudwijk. Ze volgde een opleiding mode en kleding en een verkorte opleiding bouwkunde voor ze als beeldhouwer aan de slag ging. Ze is als kunstenaar autodidact. Naast beeldhouwen houdt Woudwijk zich bezig met graveren in glas, met name portretten zijn haar specialiteit.

## Werken (selectie)
- Het leven van de slak (2001), Oldeberkoop
- Monument tegen zinloos geweld (2004), Vogelzang, Drachten
- Zonder titel (2005), wandreliëf aan buurthuis "De Skûle", De Hoge Bomen, Drachten
- Romamonument (2007), Kiryat Onoplein, Drachten
- Boorgat (2008), Dedemsvaart[3]
- Stilberne bern (2020) Begraafplaats bij Sint-Agathatsjerke Buorren Oudega (SM)

## Fotogalerij

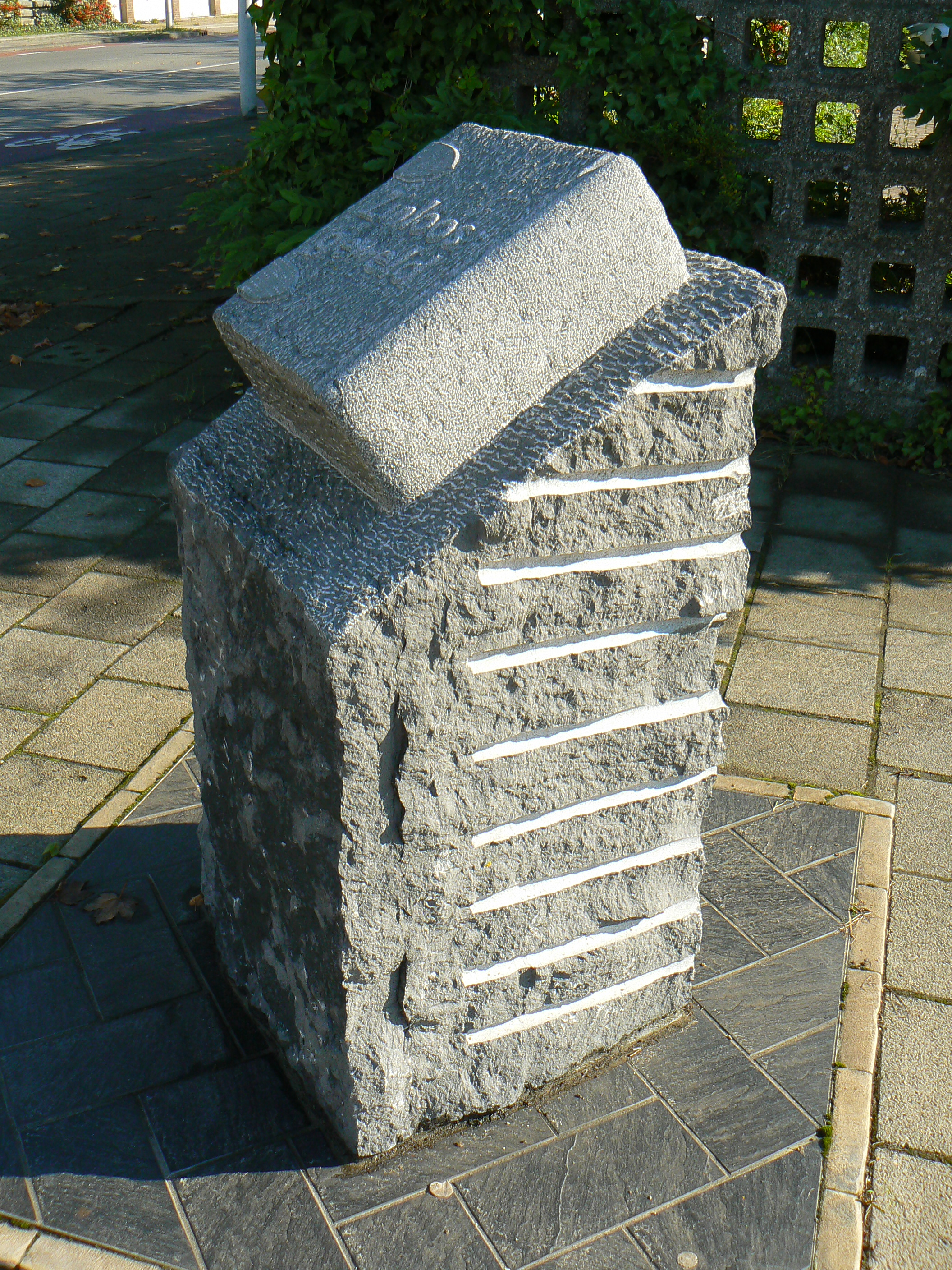
Monument tegen zinloos geweld, Drachten
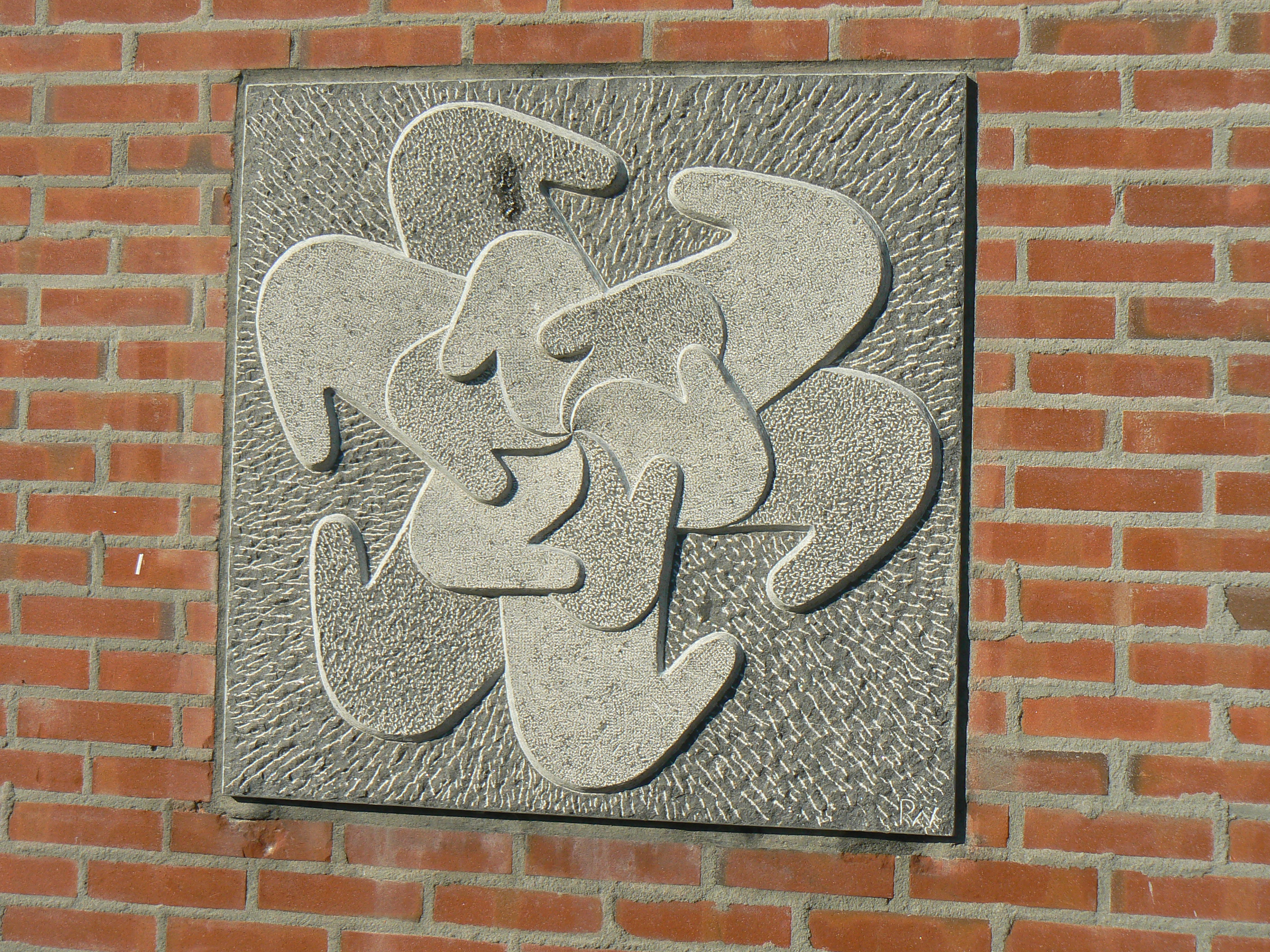
Zonder titel, wandreliëf in Drachten
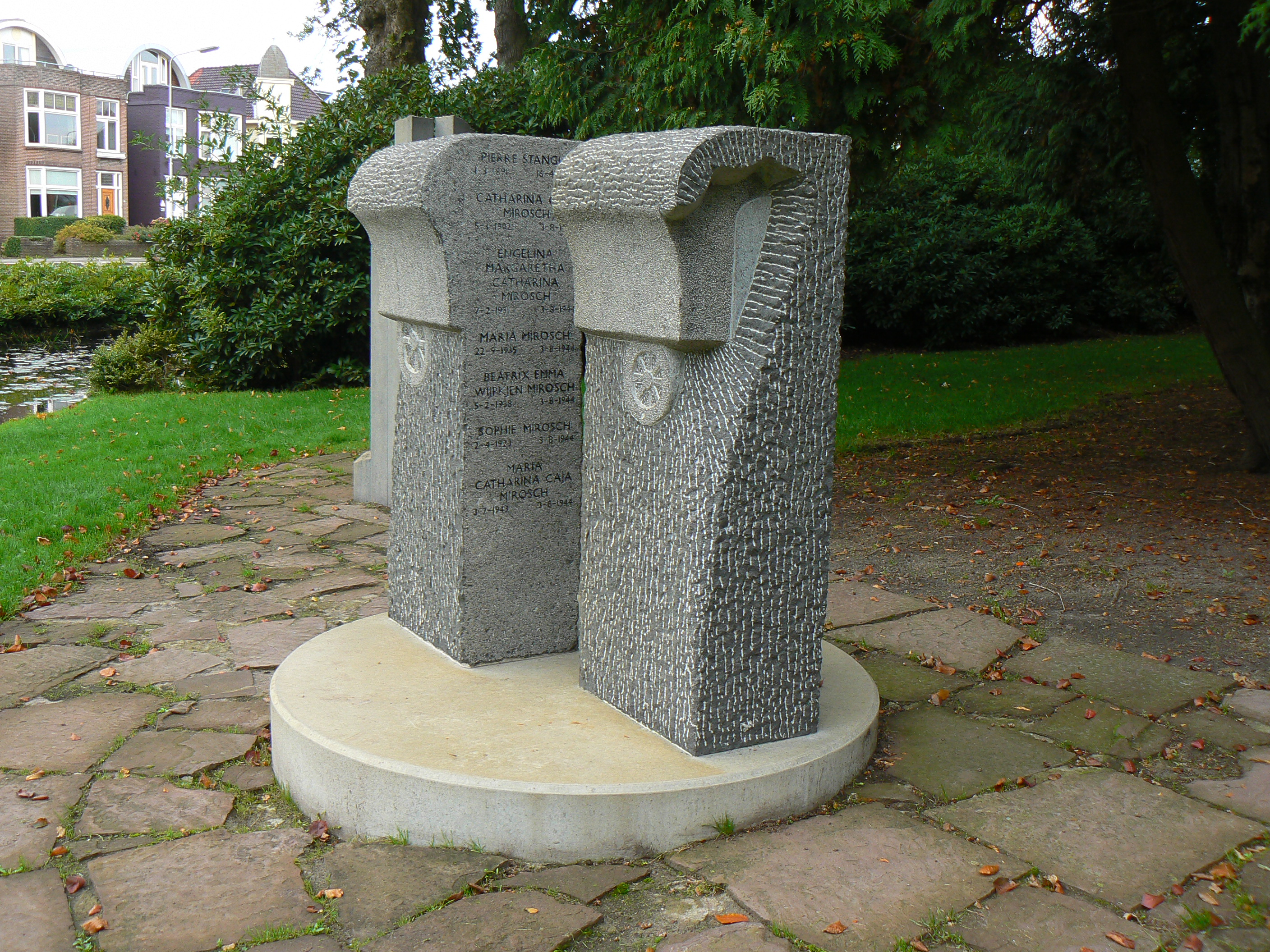
Romamonument in Drachten